# O Alto (Carballo)
O Alto es una entidad de población española situada en la parroquia de Berdillo, del municipio de Carballo, en la provincia de La Coruña, Galicia.

## Historia
La localidad aparece como Alto en el Diccionario geográfic-estadístico-histórico de España y sus posesiones de ultramar de Pascual Madoz.

## Demografía
No constan los datos demográficos de esta entidad de población ni en el INE español ni en el IGE gallego.